# Callipallene californiensis
Callipallene californiensis là một loài nhện biển trong họ Callipallenidae. Loài này thuộc chi Callipallene. Callipallene californiensis được miêu tả khoa học năm 1913 bởi Hall.